# Aureille
Aureille – miejscowość i gmina we Francji, w regionie Prowansja-Alpy-Lazurowe Wybrzeże, w departamencie Delta Rodanu.
Według danych na rok 1990 gminę zamieszkiwało 1220 osób, a gęstość zaludnienia wynosiła 56 osób/km². Wśród 963 gmin regionu Prowansja-Alpy-W. Lazurowe Aureille plasuje się na 344. miejscu pod względem liczby ludności, natomiast pod względem powierzchni na miejscu 462.